# Dolichopeza (Dolichopeza) katoi katoi
Dolichopeza (Dolichopeza) katoi katoi is een ondersoort van de tweevleugelige Dolichopeza (Dolichopeza) katoi uit de familie langpootmuggen (Tipulidae). De ondersoort komt voor in het Palearctisch gebied.